# Pseudotocinclus tietensis
Pseudotocinclus tietensis es una especie de peces de la familia Loricariidae en el orden de los Siluriformes.

## Morfología
• Los machos pueden llegar alcanzar los 6 cm de longitud total.

## Hábitat
Es un pez de agua dulce y de clima tropical.

## Distribución geográfica
Se encuentran en Sudamérica: es una especie de pescado endémica de las cabeceras del río Tietê en Paranapiacaba (Estado de São Paulo, Brasil).